# Манор-хаус (станція метро)
51°34′15″ пн. ш. 0°05′46″ зх. д. / 51.570833° пн. ш. 0.096111° зх. д.
Манор-хаус (англ. Manor House) — станція лінії Пікаділлі Лондонського метро. Розташована у 2-й і 3-й тарифній зоні, у районі Манор-хаус, між станціями — Тернпайк-лейн та Фінсбері-парк. Пасажирообіг на 2017 рік — 8.69 млн осіб.
- 19 вересня 1932: відкриття станції.

## Пересадки
- На автобуси London Buses маршрутів: 29, 141, 253, 254, 259, 279, 341 та нічні маршрути: N29, N253, N279.

## Послуги
| Попередня станція | Лінія | Лінія                            | Лінія | Наступна станція |
| ----------------- | ----- | -------------------------------- | ----- | ---------------- |
| Тернпайк-лейн     |       | Лондонське метро Лінія Пікаділлі |       | Фінсбері-парк    |